# Vencedores do Prêmio Brasil Olímpico de 2019
O Prêmio Brasil Olímpico de 2019 consagrou como melhores atletas do ano de 2019 a boxeadora Beatriz Ferreira e o ginasta Arthur Nory. Os outros finalistas foram Ana Marcela Cunha (maratona aquática), Nathalie Moellhausen (esgrima), Isaquias Queiroz (canoagem velocidade) e  Gabriel Medina (surfe).

## Vencedores por modalidade
A lista dos melhores de 2019 incluiu atletas de 50 modalidades: